# نوپسرها نیگریکورنیس
نوپسرها نیگریکورنیس یک گونه سوسک از خانوادهٔ سوسک‌های شاخک‌دراز است. وارن ساموئل فیشر در سال ۱۹۳۵ این گونه را توصیف و بررسی کرد.